# Saint-Saturnin (Puy-de-Dôme)
 Saint-Saturnin  es una población y comuna francesa, situada en la región de Auvernia, departamento de Puy-de-Dôme, en el distrito de Clermont-Ferrand y cantón de Saint-Amant-Tallende.

## Demografía
| 526 | 606 | 719 | 764 | 788 | 964 |
| Para los censos de 1962 a 1999 la población legal corresponde a la población sin duplicidades (Fuente: INSEE [Consultar]) |     |     |     |     |     |

## Lugares de interés
- Castillo de Saint-Saturnin.
- Iglesia de Notre-Dame de Saint-Saturnin.